# Желокур
Желоку́р (фр. Gélaucourt) — коммуна во французском департаменте Мёрт и Мозель региона Лотарингия. Относится к кантону Коломбе-ле-Бель.

## География
Желокур расположен в 31 км к юго-западу от Нанси и в 9 км к юго-западу от Везелиза в историческом регионе Сентуа. Стоит на реке Бренон. Соседние коммуны: Долькур на севере, Лалёф на востоке, Торе-Лиоте и Доммари-Эльмон на юго-востоке, Ванделевиль на юге, Фавьер и Соксеротт на северо-западе.

## История
- Следы галло-романского периода.

## Демография
Население коммуны на 2010 год составляло 58 человек.
| 1962 | 1968 | 1975 | 1982 | 1990 | 1999 | 2010 |
| ---- | ---- | ---- | ---- | ---- | ---- | ---- |
| 48   | 41   | 29   | 32   | 32   | 45   | 58   |

## Достопримечательности
- Исторические дома XVII—XVIII веков.